# La Loi du fugitif
La Loi du fugitif (18 Wheels of Justice) est une série télévisée américaine en 44 épisodes de 42 minutes, créée par Richard C. Okie et diffusée entre le 12 janvier 2000 et le 6 juin 2001 sur TNN.
En France, la série a été diffusée à partir du 12 novembre 2000 sur TF1 et rediffusée sur Série Club, RTL9 , TF6 et sur NT1 .

## Synopsis
Michael Cates est un agent spécial infiltré au service de Jacob Calder, un dangereux criminel californien. Malheureusement, il est démasqué et Calder fait poser une bombe dans sa maison, qui tue sa femme et sa fille. Forcé de se cacher et de changer d'identité, Michael rejoint sous le nom de Chance un tout nouveau programme de protection des témoins organisé par sa collègue Cie Baxter. Au volant de son camion de 15 tonnes, il sillonne les routes, combattant le crime et protégeant les victimes, dans l'espoir de venger sa famille.

## Distribution
- Lucky Vanous (V. F. : Bernard Lanneau) : Michael Cates / Chance Bowman
- G. Gordon Liddy (V. F. : Sylvain Lemarié) : Jacob Calder
- Lisa Thornhill (V. F. : Ninou Fratellini) : Cie Baxter
- Billy Dee Williams (V. F. : Jean Roche): Burton Hardesty

## Épisodes

### Première saison (2000)
1. Le Jugement (Genesis)
2. L'Amour meurtrier (Key to the highway)
3. Une nouvelle vie (M. Invisible)
4. Alerte Maximum (Showdown)
5. Triple jeu (Triple play)
6. Monnaie d'échange (Prize Possession)
7. Laissé pour compte (Ordeal)
8. La Nuit du tueur (Through A Glass Darkly)
9. Le Feu qui couve (The Fire Next time)
10. Les Joux sont faits (Games of Chance)
11. Une ville sous influence (Two eyes for an eye)
12. Les Pirates de la route (Smuggler's Blues)
13. Coup monté (Renger's Chance)
14. L'Homme de foi (Wages of sin)
15. En Route pour l'enfer (Road to hell)
16. Le Dernier voyage (There's something about Marvin)
17. Au nom d'un idéal (Outside Chance)
18. La Belle se fait la belle (Sleeping Dragons)
19. Les Fugitifs (Con truck)
20. Fils par le sang (Legacy of Blood)
21. Sous les verrous (Caged)
22. Révélations (Revelations)

### Deuxième saison (2001)
1. Les Révélations de Calder (Shattered Images)
2. Danse avec le diable (Dance with the devil)
3. Trahisons à répétition (Amore....Omerta)
4. Retour en arrière (Old waves'tale)
5. Une nouvelle famille (Honor thy father)
6. Un plan presque parfait (Criminal trespass)
7. Petits criminels et grands trafics (South of El Paso)
8. Coopération forcée (Hot Cars, Fast Women)
9. Un coupable trop idéal (Countdown)
10. Difficiles révélations (Past Imperfect)
11. Mauvais endroit, mauvais moment (Wrong Place, Wrong Time)
12. Sous couvert de la loi (A Place Called Defiance)
13. Caprices de Star (Come back, Little Diva)
14. Manipulation spirituelle (Slight of mind)
15. Une file de rêve (Dream Girls)
16. Combat truqué (The Cage)
17. Bons flics, mauvais flics (Crossing the line)
18. Des Choix qui coûtent cher (A Family upside down)
19. Voleuse de charme (Once a thief)
20. Calder fait son numéro (The Game)
21. Quand le rêve devient réalite (Second sence)
22. Si c'était à refaire (The Interrogation)